# Selichot
Selichot (hebreiska: סְלִיחוֹת uttalas ”s'lee-KHOHT ” eller ”SLI-khus”) betyder förlåtelse och inom judendomen är det en benämning på de böner som reciteras när människorna behöver förlåtelse för sina synder. Selichot används också som benämning för den gemensamma mässa som hålls i synagogan natten till söndagen innan Rosh Hashana. Hela samfundet, män, kvinnor och barn, deltar under denna mässa då rabbin håller en predikan. Enligt grundprincipen så citeras de ”tretton attributen” upprepande under selichot. Dessa attribut uppenbarades för Moses efter synden med guldkalven.
1.	Ha-shem (hebreiska för ”namnet”)
2.	Ha-shem
3.	Gud
4.	barmhärtig...
5.	...och älskvärd
6.	långt lidande
7.	rik i godhet...
8.	...och sanning
9.	nåd för tusen generationer
10.	förlåta de som medvetet begått synd...
11.	...och de som avsiktligt nedsatt Gud...
12.	...och de som syndat
13.	den som renar/rentvår
De första tre attributen menas med Gud men har olika betydelser. Det första attributet menas här att Gud är barmhärtig innan en person begår synd och det andra attributet menas att Gud är barmhärtig efter att syndaren har vilseletts. Det tredje attributet används när man syftar till Gud som härskare över naturen och universum. Attribut tio och elva gäller de människor som ångrar sig.
Eftersom månaden Elul är den mest gynnsamma månaden för ånger så är det då som selichot får störst utrymme. Däremot är det skillnad i när recitationen av selichot börjar för de olika riktningarna inom judendomen. Inom den sefardiska riktningen så infaller selichot när månaden Elul börjar, medan inom den askenasiska riktningen infinner sig selichot i slutet av Elul, mellan festligheterna Rosh Hashana och Yom Kippur. Gemensamt för båda judiska riktningarna är att selichot avslutas med Yom Kippur. 
Vilken tidpunkt under dagen som selichot ska reciteras är diskuterat men det sägs inom den judiska mystiken att det ska ske på kvällen innan läggdags för bästa resultat. Det är under denna tid på dygnet som närheten till och närvarandet av Gud ska vara som störst. 